# Шюкуфе Ніхаль Башар
Шюкуфе Ніхаль, у шлюбі Башар (1896, Константинополь, Османська імперія — 24 вересня 1973, Стамбул, Туреччина) — турецька поетеса.

## Життєпис
Народилася 1896 року в Стамбулі. Її батько був військовим медиком, мати — домогосподаркою. Перед тим, як піти до школи, навчалася вдома. Через роботу батька сім'я часто переїжджала, тому Шюкуфе навчалася в різних школах.
1916 року вступила до Стамбульського університету для вивчення літератури, 1918 року перевелася на географічний факультет. Закінчила університет 1919 року. Після цього викладала. 1924 року брала участь у створенні Союзу турецьких жінок.
1953 року припинила викладацьку діяльність. Від 1965 року жила в будинку для пристарілих. Там і померла 24 вересня 1973 року.

### Особисте життя
Двічі одружувалась і розлучалась. 1912 року одружилася з письменником і педагогом Мітхат Садуллах, що брав участь у розробці нового турецького алфавіту. Народила сина. Через 7 років розлучилася. З економістом Ахметом Хамді Башаром розлучилася в 1950-х роках.
До її стосунків історики відносять Назима Хікмета і Ахмета Кутсі. Також можливо, серед них був Фарук Нафіз. Брат поета Дженапа Шахабеттіна вчинив самогубство, після того, як Шюкуфе Ніхаль відкинула його залицяння.

## Творчість
Писати почала ще в дитинстві. Як поетка звзнала впливу Намика Кемаля, Абдюлхака Хаміда, Тевфіка Фікрета і Нігяр Ханим.